# Trapeze
I Trapeze furono un gruppo rock inglese di Cannock, nello Staffordshire. Formata nel 1969, la band originariamente comprendeva ex membri dei Montanas John Jones (tromba, voce) e Terry Rowley (tastiere), ed ex membri dei Finders Keepers Glenn Hughes (basso, voce, pianoforte), Mel Galley (chitarra, voce) e Dave Holland (batteria). Jones e Rowley lasciarono la band dopo l'uscita del loro omonimo album di debutto nel 1970, con la formazione di Hughes, Galley e Holland che continuò come trio. Dopo la pubblicazione di Medusa nel 1970 e You Are the Music... We’re Just the Band nel 1972, Hughes lasciò i Trapeze nel 1973 per unirsi ai Deep Purple.
Galley e Holland riemersero con Trapeze un anno dopo, aggiungendo il secondo chitarrista Rob Kendrick e il bassista Pete Wright alla band. Hot Wire fu pubblicato alla fine del 1974 e un secondo album omonimo seguì nel 1975, dopo di che il trio classico si riunì brevemente per un tour nel 1976 quando Hughes tornò dopo la rottura dei Deep Purple. Dopo che Hughes se ne andò di nuovo, i Trapeze tornarono nel 1978 con il nuovo frontman Peter Goalby, che si esibì nell'album finale della band Hold On. Negli anni successivi si verificarono altri cambi di formazione, in seguito all'abbandono di Holland per unirsi ai Judas Priest nel 1979. La band si sciolse nel 1982, quando Galley si unì ai Whitesnake.
Nel 1991 Hughes, Galley e Holland riunirono i Trapeze per una serie di date di tour l'anno successivo, aggiungendo il tastierista inglese Geoff Downes per gli spettacoli. Il tour ha prodotto un album dal vivo, Welcome to the Real World: Live at the Borderline, pubblicato nel 1998. Nel 1994 il trio reclutò il secondo chitarrista Craig Erickson e completò un breve tour all'inizio dell'anno, prima di sciogliersi di nuovo. Dopo lo scioglimento della band, sia Galley che Holland rimasero relativamente inattivi, mentre Hughes continuò la sua carriera solista e collaborazioni con vari artisti. Galley in seguito morì di cancro all'esofago il 1º luglio 2008 e Holland morì il 16 gennaio 2018, lasciando Hughes l'unico membro sopravvissuto della classica formazione.
La band ha avuto molti ammiratori tra i colleghi musicisti, fra cui David Bowie, John Bonham dei Led Zeppelin, Jon Lord e Ian Paice dei Deep Purple, e i Red Hot Chili Peppers.

## Storia

### 1969 - 1973: Formazione e prime pubblicazioni
I Trapeze si formarono nel marzo 1969. La formazione originale vedeva gli ex membri dei Montanas John Jones (tromba, voce) e Terry Rowley (tastiere, chitarra, flauto) insieme agli ex membri dei Finders Keepers Glenn Hughes (basso, voce, pianoforte), Mel Galley (chitarra, voce) e Dave Holland (batteria). Una delle prime esibizioni della band fu filmata per un'apparizione allo show BBC2 Colour Me Pop, registrato il 5 luglio 1969 al Club Lafayette di Wolverhampton. In quell'occasione, i Trapeze eseguirono la canzone "Send Me No More Letters". Il promoter locale, Tony Perry, descrisse lo spettacolo come "una delle serate più eccezionali del [locale]", e definì la performance della band "fantastica". Più tardi nel corso dell'anno, i Trapeze firmarono un primo contratto con la Threshold Records, un'etichetta discografica fondata dai Moody Blues e distribuita negli Stati Uniti dalla London Records ed altrove dalla Decca Records. Secondo quanto riferito, la band rifiutò l'offerta di unirsi alla Apple Records, l'etichetta fondata dai Beatles, ritenendo che avrebbero avuto più libertà creativa con la Threshold.
Lavorando con il bassista dei Moody Blues John Lodge come produttore, i Trapeze registrarono il loro omonimo album di debutto ai Morgan Studios di Londra e ai Decca Studios. Nonostante Jones fosse il cantante ufficiale della band, tutte Hughes cantò tutte le voci registrate su disco. Hughes ha rivelato di essere stato invitato a cantare nell'album dal management del gruppo, che lo considerava il migliore dei due cantanti. Prima della fine dell'anno, la composizione di Rowley "Send Me No More Letters", venne pubblicata come primo singolo della band, assieme a "Another Day" (scritta da Galley, Hughes e Jones). Trapeze venne rilasciato nel maggio 1970. L'album fu generalmente ben accolto dalla critica - la rivista Billboard lo descrisse come caratterizzato da "una forte personalità rock" e lo definì "un candidato per le grandi classifiche", mentre il giornalista Nigel Williamson lo ha salutato come "un classico esempio del periodo del prog inglese, che mescola fantasie pastorale, psichedelia vorticosa, chitarre rock e armonie pop". Il disco ricevette anche un significativo airplay su BBC Radio 1 da DJ come Bob Harris e Pete Drummond, e venne suonato per intero dalla stazione. Trapeze fu promosso da una serie di spettacoli nel Regno Unito tra gennaio e luglio.
Nell'agosto 1970, Jones e Rowley abbandonarono i Trapeze per tornare ai The Montanas. Invece di sostituire i fuoriusciti, Hughes, Galley e Holland continuarono come power trio, adottando uno stile più vicino all'hard rock e al funk rock. Il 13 novembre 1970, la band pubblicò il secondo album Medusa nel Regno Unito, che fu pubblicato in seguito negli Stati Uniti nel marzo 1971. Prodotto nuovamente da Lodge, l'album fu considerato da diversi critici la migliore pubblicazione della band ed uno degli album hard rock più sottovalutati del decennio.. Nel libretto per una ristampa dell'album del 1994, l'autore John Tracy ha affermato che Medusa venne "accolta con un'acclamazione istantanea e apparentemente universale". Lo scrittore della Ultimate Classic Rock Eduardo Rivadavia ha accreditato l'album per aver contribuito ai primi sviluppi del genere heavy metal nel 1970. "Black Cloud", scritto da Galley con il fratello Tom, fu l'unico singolo tratto dall'album che venne pubblicato negli Stati Uniti, contenente come B-side "Your Love Is Alright", scritto dai tre membri della band.
I Trapeze fecero un lungo tour in promozione di Medusa, principalmente negli Stati Uniti, tra cui un periodo nel dicembre del 1970 di supporto nel dicembre ai The Moody Blues e numerosi tour in qualità di headliner durante il 1971. Il 1º dicembre 1972, la band pubblicò il terzo album, intitolato You Are the Music... We're Just the Band. L'album fu composto principalmente da Hughes (solo tre brani furono scritti dai fratelli Galley) e venne prodotto da Neil Slaven. Al suo interno erano presenti un certo numero di contributori ospiti, tra cui Rod Argent al pianoforte e B. J. Cole alla steel guitar. Rispetto a Medusa, l'album era caratterizzato da un generale ammorbidimento dei toni e da ballate melodiche che furono lodate da molti recensori come i momenti di punta del disco. Billboard soprannominò l'album un "bel set", mentre Tracy lo descrisse come "un capolavoro". You Are The Music... We’re Just the Band fu il primo album dei Trapeze ad entrare in classifica, raggiungendo la nona posizione nella classifica statunitense Billboard Bubbling Under, che funse da estensione della Billboard 200. La band andò in tour tra la fine del 1972 e l'inizio del 1973 per promuovere l'album, incluse date negli Stati Uniti e nel Regno Unito. Prima di uno spettacolo al Village East nel dicembre 1972, l'equipaggiamento della band fu rubato e furono costretti a suonare usando "attrezzature noleggiate in fretta".

### Il declino - 1973 - 1982
Nell'aprile 1973, i membri dei Deep Purple Ritchie Blackmore, Jon Lord e Ian Paice assistettero ad uno show dei Trapeze al Whisky a Go Go di Los Angeles, in California, con l'obiettivo di chiedere a Hughes di sostituire il bassista Roger Glover nella band. Il mese successivo, quando venne approcciato ad un altro show, Hughes declinò l'invito a rimanere con i Trapeze, affermando che era "in uno stato d'animo molto, molto diverso come musicista" all'epoca e bollando i Deep Purple come una formazione di un rock "troppo basico" per i suoi gusti. Tuttavia, considerando lo status di alto profilo del gruppo all'epoca, combinato con la prospettiva di lavorare con l'ex frontman dei Free Paul Rodgers, che era stato avvicinato per sostituire il cantante Ian Gillan, Hughes riconsiderò e accettò di unirsi alla band come bassista e secondo cantante. Il cambio di formazione fu annunciato ufficialmente sulla rivista musicale Melody Maker il 14 luglio 1973. Rodgers all'ultimo rinunciò alla possibilità di unirsi alla band per dedicarsi alla formazione di Bad Company. Al suo posto, il ruolo di sostituto di Gillan venne assunto da David Coverdale, il quale contattò il gruppo in risposta all'articolo di Melody Maker, che riportava che la band era ancora alla ricerca nuovo cantante. Hughes in seguito ha descritto la scelta di lasciare Trapeze come una scelta "orribile" da prendere, definendo i Trapeze come la sua "famiglia" e sostenendo in più interviste di essersi in qualche modo pentito della sua scelta.
Nel 1974 i Trapeze ritornarono senza Hughes, con Mel Galley in sostituzione di Hughes ed un secondo chitarrista, Rob Kendrick. I riformati Trapeze pubblicarono Hot Wire nel 1974, che riuscì a confermare la fama del gruppo nonostante la dipartita di Hughes. In seguito, nel 1975, la band registrò un altro album omonimo che non ottenne buone recensioni da parte della critica. Durante questo periodo, terminata l'esperienza coi Deep Purple, Hughes partecipò alla registrazione di alcune canzoni presenti nell'album come cantante. La band si riunì per un breve tour, interrotto a causa della tossicodipendenza del bassista nei confronti della cocaina. Durante il tour la band suonava anche due nuove canzoni, "L.A. Cut Off" e "Space High", che furono ri-registrate nell'esordio solista di Hughes, Play Me Out.
Con l'uscita di Kendrick dal gruppo venne assoldato un nuovo cantante e chitarrista, Peter Goalby. La nuova formazione vide anche il rientro di Wright al basso. L'album che venne pubblicato, Hold on nel 1979, ottenne delle buone recensioni e confermò la maturità della band. Tuttavia, poco dopo, Dave Holland accettò l'offerta dei Judas Priest di sostituire Les Binks e così venne rimpiazzato da Steve Bray. La nuova formazione pubblicò anche un live intitolato Live in Texas: Dead Armadillos del 1980.
La corsa dei Trapeze stava però per arrivare al capolinea: nel 1982 Goalby lasciò per accettare l'offerta degli Uriah Heep orfani di John Sloman, nei quali avrebbe avuto carta bianca a livello creativo, stravolgendone lo stile caratteristico.
Galley mise in piedi una nuova formazione con sé stesso alla voce, Bray, Mervyn 'Spam' Spence al basso e Richard Bailey alle tastiere, ma nel settembre dello stesso anno accettò l'offerta di David Coverdale di unirsi agli Whitesnake per l'album Slide It In. Il gruppo si sciolse.

### Le ultime apparizioni
Nel 1991 un Glenn Hughes artisticamente redivivo animò la riunione della Mark II dei Trapeze, con Geoff Downes in veste di tastierista aggiunto. Il gruppo si imbarcò in un tour di tre mesi in USA e Regno Unito, per sciogliersi nuovamente l'anno seguente. A testimonianza della loro recente attività uscì Welcome to the Real World - Live at the Borderline nel 1993. Nel 1994 la formazione si riunì nuovamente per un concerto commemorativo in onore di Ray Gillen dei Badlands, ma decise poi di estendere l'attività anche ad una piccola serie di concerti.
Nonostante Hughes avesse espresso in varie interviste negli anni successivi il desiderio di riformare i Trapeze per un tour e un nuovo disco, le morti di Mel Galley nel 2008 e di Dave Holland nel 2018 fecero naufragare il progetto.

## Formazioni

### Ultima
- Mel Galley - chitarra
- Dave Holland - batteria
- Glenn Hughes - basso, voce
- Geoff Downes - tastiere

### Altri membri
- John Michael Jones - voce, tromba
- Terry Rowley - organo, chitarra, piano, flauto
- Rob Kendrick - chitarra
- Peter Wright - basso
- Peter Goalby - voce, chitarra
- Steven Bray - batteria
- Mervyn Spence - basso, voce
- Richard Bailey - tastiere

### Cronologia delle formazioni
1969:
- Mel Galley - chitarra
- Glenn Hughes - basso, chitarra a sei corde, piano, trombone, voce
- Dave Holland - batteria
- John Michael Jones - voce, tromba
- Terry Rowley - organo, chitarra, piano, flauto

1970-1973:
- Mel Galley - chitarra
- Glenn Hughes - basso, voce
- Dave Holland - batteria

1974-1976:
- Mel Galley - chitarra, voce
- Dave Holland - batteria
- Rob Kendrick - chitarra
- Pete Wright - basso

1978-1979:
- Mel Galley - chitarra
- Dave Holland - batteria
- Pete Goalby - voce, chitarra
- Pete Wright - basso

1980-1981:
- Mel Galley - chitarra
- Pete Goalby - voce, chitarra
- Pete Wright - basso
- Steve Bray - batteria

1982:
- Mel Galley - chitarra, voce
- Steve Bray - batteria
- Mervyn 'Spam' Spence - basso, voce
- Richard Bailey - tastiere

1992
- Mel Galley - chitarra
- Dave Holland - batteria
- Glenn Hughes - basso, voce
- Geoff Downes - tastiere (non in formazione)

## Discografia
Album in studio
- 1970 - Trapeze
- 1970 - Medusa
- 1972 - You Are the Music... We're Just the Band
- 1974 - Hot Wire
- 1975 - Trapeze
- 1979 - Hold On (uscito in Germania col titolo Running nel 1978)

Raccolte
- 1974 - The Final Swing
- 1996 - High Flyers: The Best of Trapeze
- 1998 - Way Back to the Bone
- 2003 - On the Highwire

Live
- 1975 - Live At The Boat Club 1975
- 1981 - Live in Texas: Dead Armadillos
- 1993 - Welcome to the Real World - Live at the Borderline
- 2021 - Live in Houston 1972